# Fiabeschi torna a casa
Fiabeschi torna a casa è un film del 2013 diretto da Max Mazzotta. Il film può essere considerato il sequel del film Paz!, tratto dai fumetti di Andrea Pazienza, in quanto segue le vicende di uno dei suoi personaggi, Enrico Fiabeschi, trent'anni dopo gli avvenimenti di Paz!.

## Trama
Enrico Fiabeschi, ormai quarantenne, non ha cambiato il suo stile di vita da eterno studente squattrinato e sempre alla ricerca di marijuana. Rimasto disoccupato e abbandonato anche dalla storica fidanzata Anna, decide di lasciare Bologna e tornare a vivere in Calabria nel suo paese natale, l'immaginario Cuculicchio. Inizia così una serie di vicende tragicomiche: la riunione di Enrico con la famiglia e con un inatteso fratellino adottivo con cui ha inizialmente un rapporto conflittuale; l'incontro con la bella barista muta Sara, attratta da lui e ricambiata da Enrico; le maldestre ed esplicite avances da parte di Giuditta,  figlia del sindaco del paese, che portano Enrico a inimicarsi il sindaco e a rovinare il suo rapporto con Sara; il tentativo di mettersi in proprio acquistando un furgone con denaro preso in prestito dall'usuraio del paese.
Proprio in seguito al furto del furgone e all'ennesimo fallimento che gli impedisce di restituire il prestito, Enrico viene costretto a lavorare gratis per un anno alle dipendenze dell'usuraio. Una mattina, mentre si sta recando al lavoro a bordo di un pullmino, Enrico scende dal mezzo per riprendere l'inseparabile spinello che gli era sfuggito dalle mani. Il pullmino però, che era ripartito lasciando Enrico a terra, si ribalta improvvisamente intrappolando tutti i passeggeri. Enrico, accorso in aiuto, riesce a salvarli tutti, diventando così l'eroe del paese e riuscendo finalmente a coronare la sua storia d'amore con Sara.